# Sofia de Grècia (princesa de Hessen-Kassel i de Hannover)
Sofia de Grècia, princesa de Hannover i de Hessen-Kassel (illa de Corfú, 1914 - Wolfsgarten, Alemanya, 2001). Princesa de Grècia i de Dinamarca, quarta filla del príncep Andreu de Grècia i de la princesa Alícia de Battenberg, neta del rei Jordi I de Grècia i de la princesa Victòria de Hessen-Darmstadt.
Estudià i passà part de la infància a casa la seva àvia, la marquesa de Milford-Haven a Anglaterra, ja que la família reial grega hagué d'abandonar el país quan la jove princesa tenia sols tres anys.
L'any 1930, quan tenia escassos setze anys es casà amb el seu cosí de segon grau el príncep Cristòfol de Hessen-Kassel. Cristòfol de Hessen era fill del landgravi Frederic Carles de Hessen-Kassel i de la princesa Margarida de Prússia i s'enrolà des del primer moment en el moviment nacionalsocialista del qual era un fervorós partidari. El jove príncep lluità als fronts africans, maltesos i a les batalles italianes destacant-se a la de Castelgandolfo. Cristòfol moria en un accident aeri l'any 1944 a les Dolomites italianes, deixant esposa i quatre fills, més un en camí: 
- SAR la princesa Cristina de Hessen-Kassel, nada al castell de Kronberg a Hessen el 1933. Es casà amb el príncep Andreu de Iugoslàvia del qual es divorcià el 1962 per tornar-se a casar amb Robert Floris van Eyck.
- SAR la princesa Dorotea de Hessen-Kassel nada el 1934 al castell de Kronberg. Es casà amb el príncep Frederic de Windisc-Graetz.
- SAR el príncep Carles de Hessen-Kassel nat el 1937 al castell de Kronberg. Es casà el 1966 amb la comtessa Yvonne Szapary.
- SAR el príncep Rainier de Hessen-Kassel nat el 1939 al castell de Kronberg.
- SAR la princesa Clarisa de Hessen-Kassel nada el 1944 al castell de Friederichschloss. Casada amb el francès Claude Derrin.

Després de la mort del seu marit, la princesa grega obrí els ulls i decidí allunyar-se del moviment nacionalsocialista.
L'any 1946 la princesa grega tornava a casar-se, aquesta vegada amb el príncep Jordi Guillem de Hannover, segon fill dels ducs de Brunsvic, Ernest August de Hannover i Victòria Lluïsa de Prússia. D'aquest matrimoni en naixeren tres fills:
- SAR el príncep Güelf de Hannover nat el 1947 al castell de Salem. Es casà amb Wibke von Gusteren.
- SAR el príncep Jordi de Hannover, nat el 1949 al castell de Salem. Es casà amb Victòria Bee.
- SAR la princesa Frederica de Hannover, nada el 1954 al castell de Salem. Es casà amb Jerry Cyr.

Dedicat al món de l'ensenyament, dirigí l'escola internat de Salem, posteriorment una escola d'equitació i va ser el president del Comitè Olímpic de Grècia fins a l'any 1969.
La princesa Sofia morí el 2001 al castell de Wolfsgarten a Alemanya a l'edat de vuitanta-cinc anys.